# Dodola (Burkina Faso)
Pour les articles homonymes, voir Dodola.
Dodola est une localité située dans le département de Périgban de la province du Poni dans la région Sud-Ouest au Burkina Faso.

## Géographie
Dodola situé à environ 20 km au sud-est de Périgban, le chef-lieu du département, et de la route nationale 12 reliant Kampti à Gaoua.

## Santé et éducation
Le centre de soins le plus proche de Dodola est le centre de santé et de promotion sociale (CSPS) de Timintira (inauguré en mars 2013) tandis que le centre hospitalier régional (CHR) de la province se trouve à Gaoua.